# اوا برتیستل
اوا برتیستل (انگلیسی: Eva Birthistle؛ زادهٔ ۱ ژانویهٔ ۱۹۷۴) بازیگر اهل ایرلند است.
از فیلم‌ها یا برنامه‌های تلویزیونی که وی در آن نقش داشته است، می‌توان به گشت شبانه، واسپاری، کودکان، تصور کن من و تو، فصل بزهکاری و صبحانه در پلوتون اشاره کرد.